# Augustus John
Augustus John, född 4 januari 1878 i Tenby, Pembrokeshire, Wales, död 31 oktober 1961 i Fordingbridge, Hampshire, var en brittisk (walesisk) målare och etsare. Han var bror till målaren Gwen John.

## Biografi
John var son till en walesisk advokat och fick redan i föräldrahemmet grundat sitt intresse för teckning och målning. Vid 17 års ålder deltog en kortare tid i utbildningen vid Tenby School of Art och fortsatte sedan sina studier vid Slade School of Art i London. Han blev där stjärnelev hos sin lärare Henry Tonks, och rönte framgång som den mest talangfulla eleven i sin generation redan innan han avlagt sin examen.
John tillhörde de radikala engelska målare som på 1910-talet influerades av fransk impressionism, bl.a. i landskap och genremotiv. Mest känd är han för sina träffsäkra, karaktärsfulla porträtt. För en kort tid var han en viktig exponent av postimpressionism i Storbritannien.

Augustus John med Tallulah Bankhead och hennes porträtt (1929).

John hyllades först för sina lysande figurteckningar och sedan för en ny teknik av oljemålning. Hans arbeten jämfördes i London framgångsrikt med Gauguin och Matisse.
John gick med i Union of Peace Pledge som pacifist på 1950-talet, och den 17 september 1961 drygt en månad före sin död, gick han med i Committee of 100:s anti-kärnvapendemonstration på Trafalgar Square, London. Vid den tiden var hans son amiral Sir Caspar John First Sea Lord och Chief of Naval Staff.

## Hedersuppdrag
John blev en av ledarna för New English Art Club, där han huvudsakligen ställde ut. Med sitt levande sätt att måla porträtt och hans förmåga att ofelbart fånga vissa slående och oftast obekanta aspekt på sitt motiv, ersatte han Sargent som Englands främsta porträttmålare. År 1921 invaldes han som associerad medlem av Royal Academy och blev fullvärdig medlem 1928. Han tilldelades Order of Merit 1942 av kung George VI. Han var också medlem av styrelsen för Tate Gallery 1933-1941 och ordförande i Royal Society of Portrait Painters 1948-1953.